# God Is an Astronaut
God Is an Astronaut — parfois abrégé en GIAA — est un groupe de post-rock irlandais, originaire du comté de Wicklow. L'univers musical du groupe, influencé notamment par Tangerine Dream, se caractérise par un style atmosphérique, aux frontières du space rock et du psychédélique. Le groupe est formé en 2002 par les frères jumeaux Kinsella alors âgés de 26 ans. Ils sont rejoints par le batteur Noel Healy qui enregistre dans la foulée ses parties du premier album The End of the Beginning. L’album sort sur le label des deux frères, Revive Records, et connaît un succès médiatique immédiat matérialisé par la diffusion de plusieurs de leurs clips sur des chaînes de télévisions musicales telles que MTV Europe ou MTV UK.

## Biographie
Leur nom provient d'une réplique du film Cabal (1990), de Clive Barker. En 2004, Lloyd Hanney prend place derrière les fûts au détriment de Healy et le groupe enregistre son deuxième album All is Violent, All is Bright qui paraît début 2005, toujours sur leur propre label. À force de tourner et de se faire remarquer par la presse nationale, leur musique passe la frontière irlandaise pour s’exporter au Royaume-Uni et plus loin encore en 2006 grâce à l'EP A Moment of Stillness (coproduit par Pat O’Donnell, ex-Fountain Head) qui reste trois semaines dans le top 40 irlandais.
God Is An Astronaut commence alors à tourner sur les terres d’Europe et prépare la sortie du troisième opus Far From Refuge (enregistrement étalé de septembre 2006 à mars 2007), en avril 2007. L’album est licencié aux États-Unis, en Europe, et au Japon, ouvrant des portes au groupe qui ira jouer jusqu’à Moscou durant l’été. 
Début 2008, ils effectuent leur première tournée aux États-Unis. Bien que celle-ci fut une réussite, ils se sont fait voler leur matériel après leur dernière date à New York. Malgré cela, le groupe sort son quatrième album God Is An Astronaut, à la fin 2008. Cet album a la particularité de proposer un son plus lourd qu'auparavant. La sortie de cet album est soutenue par une tournée de 130 dates dans plus de 20 pays. En 2009, leurs deux tournées européennes -jouées à guichets fermés- ont contribué à élever la notoriété de God Is An Astronaut comme un groupe majeur de la scène post-rock.
Le groupe sort son cinquième album Age of the Fifth Sun en 2010. Le groupe est notamment passé de 3 à 4 membres avec l'arrivée du pianiste/claviériste Jamie Dean. En 2012, leur catalogue entier est réédité, tous les albums ont été remastérises par Tim Young de Metropolis Mastering, ayant déjà travaillé pour d'autres artistes comme Massive Attack ou encore The Beatles. En 2015 sort leur album Helios Erebus.

## Membres
- Torsten Kinsella - voix, guitare, claviers
- Niels Kinsella - basse, guitare, effet visuels
- Lloyd Hanney - batterie, synthétiseurs
- Jamie Dean - piano, claviers